# Abbeville (Mississippi)
Abbeville város az USA Mississippi államában. Lakosainak száma 372 fő (2020. április 1.).

## Népesség
A település népességének változása:
| Lakosok száma | 419  | 438  | 372  |
|               | 2010 | 2014 | 2020 |